# Mánesis
Mánesis (Manesis) är en ort i Grekland.   Den ligger i prefekturen Nomós Argolídos och regionen Peloponnesos, i den södra delen av landet, 90 km väster om huvudstaden Aten. Mánesis ligger 55 meter över havet och antalet invånare är 534.
Terrängen runt Mánesis är kuperad åt nordost, men åt sydväst är den platt.Runt Mánesis är det ganska glesbefolkat, med 34 invånare per kvadratkilometer. Närmaste större samhälle är Argos, 8,7 km väster om Mánesis. Trakten runt Mánesis består i huvudsak av gräsmarker.